# Heteroscada zemira
Heteroscada zemira är en fjärilsart som beskrevs av William Chapman Hewitson 1856. Heteroscada zemira ingår i släktet Heteroscada och familjen praktfjärilar. Inga underarter finns listade i Catalogue of Life.